# Kelp Bay
Die Kelp Bay ist eine kleine Bucht an der Nordküste Südgeorgiens. Sie liegt unmittelbar ostsüdöstlich der Doris Bay.
Namensgebend für die Bucht ist ein dichter Kelpwald, durch den sie als Ankerplatz nicht in Frage kommt. Der South Georgia Survey berichtete nach Vermessungen der Bucht, die er zwischen 1951 und 1952 durchgeführt hatte, dass ihr Name seit langem etabliert ist.